# Белзька міська рада
Белзька міська рада — орган місцевого самоврядування у Львівській області. Адміністративний центр ради — місто Белз. Знаходиться в приміщенні Міської ратуші.

## Загальні відомості
Водоймища на території, підпорядкованій даній раді: річка Солокія.

## Населені пункти
Міській раді підпорядковані населені пункти:
- м. Белз

## Склад ради
Рада складається з 26 депутатів та міського голови.

### Керівний склад попередніх скликань
| ПІБ                        | Основні відомості                                                                | Дата обрання | Дата звільнення |
| -------------------------- | -------------------------------------------------------------------------------- | ------------ | --------------- |
| Калиш Іван Павлович        | Міський голова, 1948 р.н., освіта, член Конгресу Українських Націоналістів       | 26.03.2006   | 31.10.2010      |
| Муха Володимир Ярославович | Міський голова, 1976 р.н., освіта вища                                           | 31.10.2010   | 09.11.2015      |
| Макух Олексій Семенович    | Міський голова, 1977 р.н., освіта вища, позапартійний.                           | 10.11.2015   | 25.11.2020      |
| Береза Оксана Андріївна    | Міський голова, 1987 р.н. освіта вища, член Всеукраїнського об'єднання "Свобода" | 25.11.2020   |                 |

Примітка: таблиця складена за даними джерела